# Shiramizu-Wasserfall
Der Shiramizu-Wasserfall (jap. 白水滝 Shiramizu-taki) ist ein Wasserfall im Nordwesten der japanischen  Präfektur Gifu mit einer Fallhöhe von 76 m und einer Breite von etwa 8 m. Der Name des Wasserfalls bedeutet übersetzt „Weißwasser-Wasserfall“.
Als 1963 im angrenzenden Tal der Oshirakawa-Damm fertiggestellt wurde, wurde Wasser vor dem Wasserfall entnommen. Aus diesem Grund wird die in den Wasserfall fließende Wassermenge reguliert und der Wasserfall im Winter blockiert, wenn das gesamte Wasser zum Damm geleitet wird. Der Shiramizu-Wasserfall kann jedoch im Sommer bis Herbst besichtigt werden.